# ドイツ鉄道430形電車
ドイツ鉄道430形電車 (ドイツ語; DBAG-Baureihe 430) はシュトゥットガルトとライン＝マイン都市圏のSバーン系統で使われた420形電車の置き換えの目的で開発されたSバーン電車である。本来はこの車両はライン＝ルールSバーン路線に投入される予定だった。

## 概要
430形電車はDB422形電車及びDB423形電車の後継モデルとして企画され、シュトゥットガルトSバーン路線で使用された420形電車の代わりに導入される予定だった。開発計画は2007年1月に発表された。2009年5月ドイツ鉄道は83本の電車製造をボンバルディア社とアルストム社に要請した。2010年12月ドイツ鉄道は注文量を83本から166本に増やした。それがライン＝マインSバーンが新しい電車を注文する要因となった。2011年、ライン＝ルールSバーンの注文が取り消され、2014年S5、S8路線に代わりにDB1440形電車が投入された。
2013年2月21日ドイツ連邦鉄道庁 (Eisenbahn-Bundesamt) は総括制御の問題の理由でまず単一編成車両 (Kurzzug) の運行を承認した。同年3月25日には二つ (Vollzug) と三つの編成車両 (Langzug) の運行が承認された。

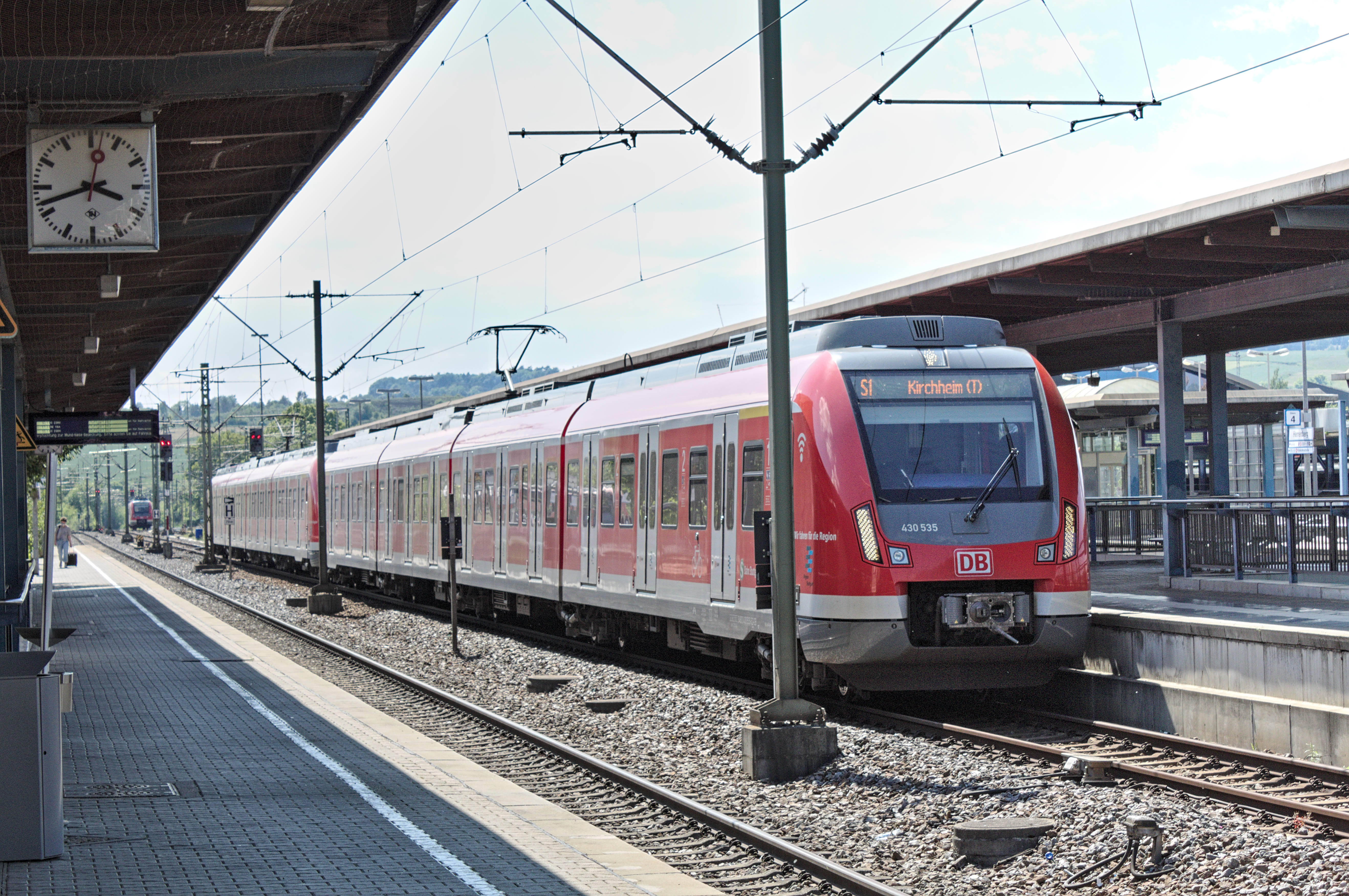
ヘレンベルク駅で停車するDB430形(シュトゥットガルトSバーン)
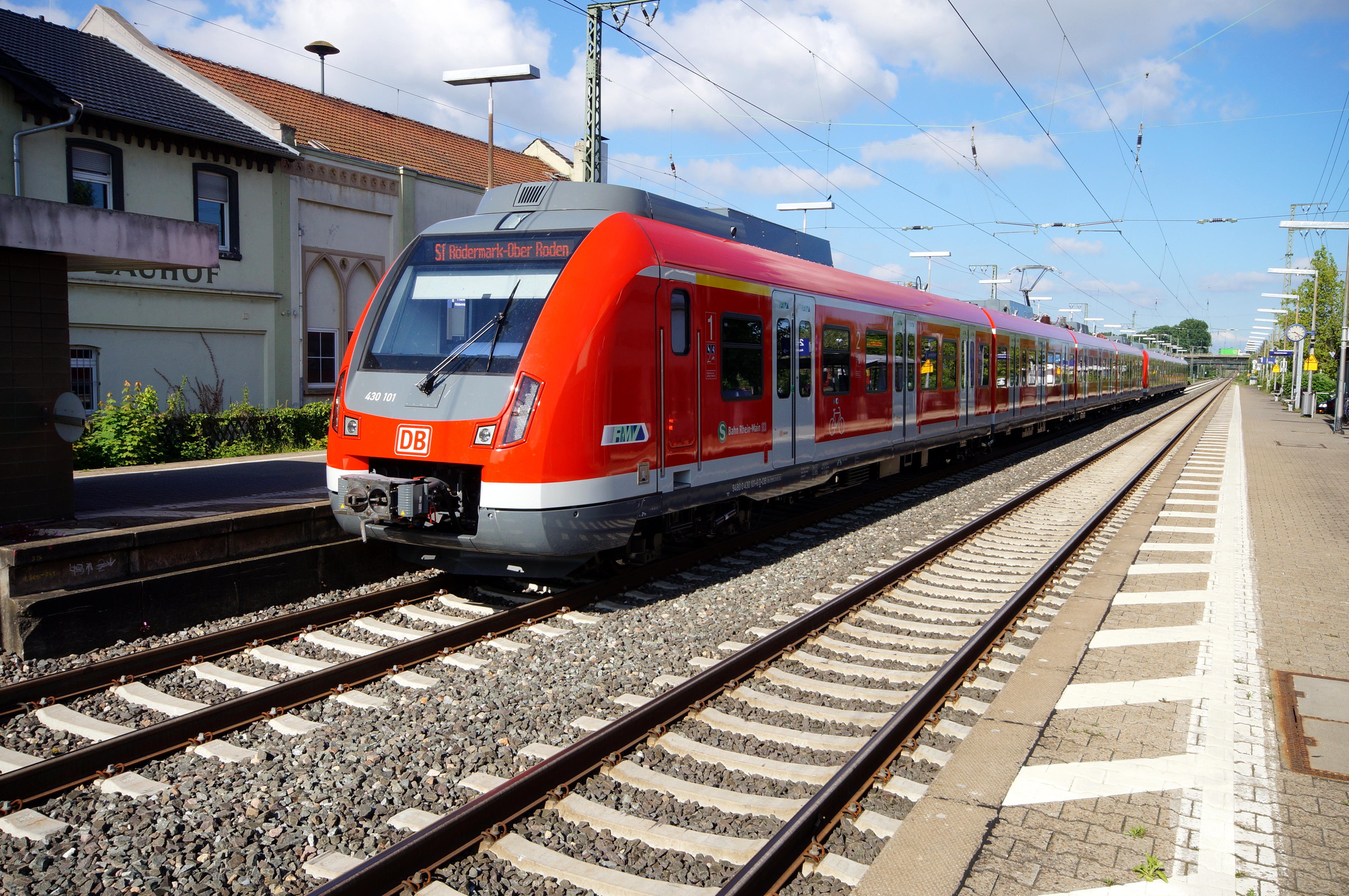
ホッホハイム(マイン)駅で停車するDB430形(ライン＝マインSバーン)

## 仕様と技術的特徴

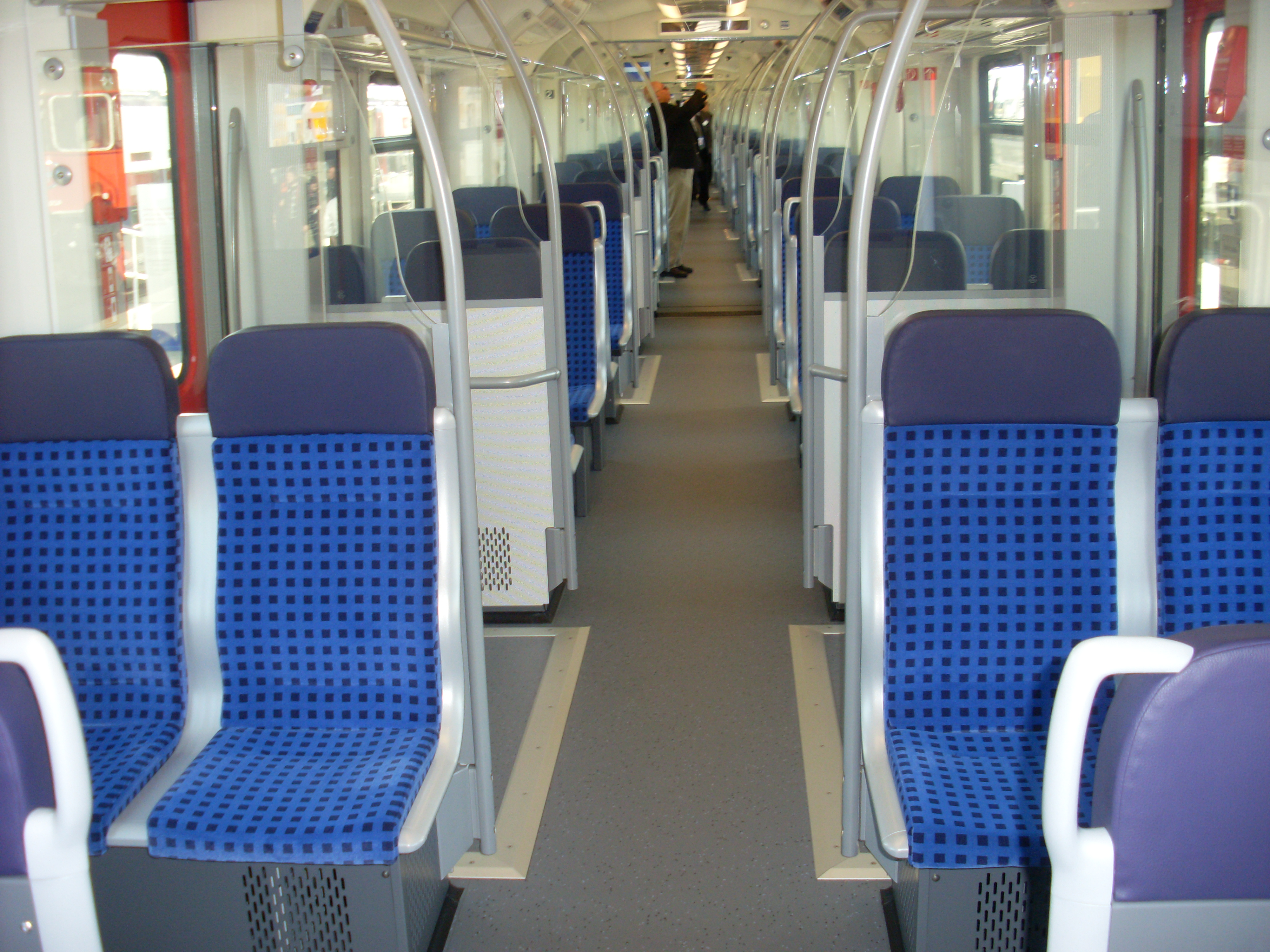
DB430形電車の内部空間

DB422形電車のようにDB430形電車の内部には冷房設備があり、車両の間に通路がある。特にシュトゥットガルトSバーンの車両には乗下車の時に事故を防ぐため電動式踏み板 (Spaltüberbrückung) が設置されている。一つの編成車両は4両で編成されて、車両内部に16本の保安カメラと8本の案内スクリーンが設置されている。
車体の材料は連続鋳造で作られた鋼片で、車両間の通路には折り重なる連結部 (Faltenbalg) がある。車両の屋根には冷房設備があり、防護外皮でカバーされている。Z型集電装置は二番目車両の屋根上にある。編成車両は三つまで連結されて、機関士が一つの運転席で列車を操縦することが可能である。
連結器を含む編成車両の長さは68.3 mで、423形の編成長より長いが422形のものより短い。ガラス繊維で強化された合成樹脂でまとわれる両頭部は鉄道車両の衝突に関するEN 15227の規格を満足する。422形と比べて、430形の場合中間客車に座席が8個少ない。
制動装置として電磁吸着ブレーキ (Magnetschiebebremse) 付きの空気ブレーキと留置ブレーキ (Federspeicherbremse) が装着されている。電磁気式ブレーキ (Elektrodynamische Bremse) はエネルギーを入力側へ返還する。列車が駅で止まるとき、編成車両一つあたり12つの扉が開ける。機関士は日本の電車のように停車のときスウィッチで扉を開閉する方式或は乗客がボタンをおし扉を開ける方式を選択するのが可能である。保安装置にはボンバルディア社のEBICAB 500システムが採択されている。それはヨーロッパ列車制御システムのB級システムに属する。
外部の車両系統と行先標表示装置以外に車両内部に15インチTFT液晶モニターが装着されて、ドイツ鉄道が乗客に提供する旅行情報、すなわち次の駅名・出口の方向・時刻表の到着予定時刻と実際到着時刻・他の接続路線の系統および到着時刻が表示される。
2022年以降に量産された430.2形・430.3形は車両保安装置（Fahrzeugüberwachung）、砂撒き装置、連結器の制御ソフトウェア変更のため、以前に生産された430.0形・430.1形と併結できない。その故に既存車両制御装置の機能拡張が必要となった。

## 形式と運用現況
ドイツ国内で現在まで注文された電車の運用情報は次の図表に表示されている。編成車両の番号は第一先頭車430.001-、第一中間車431.001-、第二中間車431.501-、第二先頭車430.501-の順番につけられている。
| 車両番号          | 運用会社                  | 投入路線   | 最初投入時期 | 編成車両の数量 |
| ----------------- | ------------------------- | ---------- | ------------ | -------------- |
| 430.001 ~ 430.087 | シュトゥットガルトSバーン | S1、S2、S3 | 2013年4月    | 87本           |
| 430.100 ~ 430.190 | ライン＝マインSバーン     | S1、S8、S9 | 2014年4月    | 91本           |
| 430.088 ~ 430.097 | シュトゥットガルトSバーン | S1、S2、S3 | 2016年8月    | 10本           |

### シュトゥットガルトSバーン
2009年4月に430形電車83本の購入に関する契約がシュトゥットガルト地域連合とDBレギオの間に締結された。同年5月には新型電車の開発と製造の課題が割り当てられた。2011年10月にシュトゥットガルト地域連合の交通委員会は電車4本の追加注文を決定した。2013年4月4日に車両の形式は承認されて、同年4月25日に12本の430形電車がS1系統に投入された。
2013年6月に多数の車両で扉と電動式踏み板（Trittstufe）の問題が発生した。それでドイツ鉄道は車両の修理のために全車両を製造社に返して、一旦車両の追加投入を中止した。製造社の説明によれば、新しい承認を受けるためには機械的および電気的なシステムの改造は必要であった。2013年12月15日から430形は再びS1系統に投入されたが、当分には踏み板の作動せずに運行されている。2014年1月にはS2系統に、同年8月にS3系統に新型電車の投入が始まった。2015年の初めに87本の430形が、踏み板の消されたまま、運行された。
ボンバルディア社は製品供給の改善のためにドイツ鉄道に新しい電車を追加で提供した。2014年12月に車両購入はシュトゥットガルト地域当局により決定されて、2017年2月に10番目の電車が最後に引き渡された。2017年2月頃ソフトウェアのアプデートが行われて、2019年1月30日にシュトゥットガルト地域連合議会（Regionalversammlung）は56本の430形電車を購入することを議決して、2本の電車はDBレギオが追加で注文した。58本の電車はシュトゥットガルトへ既に引き渡されたものの、2023年2月には電車47本のみが投入されて残りの電車は休止状態となった。

### ライン＝マインSバーン
2011年11月にライン＝マイン運輸連合は既存の420形電車は、ライン＝マインSバーンの入札の後で、2014年の定期時刻表変更の時に430形電車に置き変えられることを発表した。91本の電車が注文されて、S1、S7、S8、S9系統に投入される予定であった。ドイツ鉄道とボンバルディアーは注文数量を90本として発表したが、実際には91本の電車が製作された。2014年の初めに新型電車は試運転と研修のためにフランクフルト市内の鉄道線に導入された。
2014年3月に430形電車の運行が連邦鉄道庁により承認された。同年5月14日に430形の一部はS1系統に、一部はS8の補助路線へ投入された。2014年5月23日にはS7系統の列車はこの電車に全部置き換わった。430形は2014年8月にS1系統に、同年11月にS8、S9系統に次々に投入された。
2019年11月マイン＝ラインSバーンで430形の追加購入が公表された。2024年1月にアルストム製の電車7本がSバーン路線に投入された。